# 中島健人
中島健人（日语：／ Nakajima Kento，1994年3月13日—），日本男藝人，曾經是日本偶像團體Sexy Zone成員之一，經紀公司為傑尼斯事務所。出身於東京都。身高176公分，血型A型。

## 参加組合
- NYC boys（2008年10月 - 2010年）
- 中山優馬 w/B.I.Shadow（2009年6月4日 - 2011年）
- B.I.Shadow（2009年6月7日 - 2011年）
- Sexy Zone（2011年 - 2024年4月）

## 演出

### 電視劇
- 改造老師大作戰（2008年10月11日 - 12月13日，日本電視台） - 飾 美濃部健人
- 吸血鬼男孩（2009年7月7日 - 9月8日，關西電視台・富士電視台） - 飾 半田宏人
- 白色榮光 特別篇第2彈（2009年10月9日，關西電視台・富士電視台） - 飾 岡部巧
- 教我愛的一切（2011年1月17日 - 3月28日，富士電視台） - 飾 兒玉賢太郎
- 出生（日语：生まれる。）（2011年4月22日 - 6月24日，TBS） - 飾 林田浩二
- 家族之歌（2012年4月12日 - 6月3日，富士電視台） - 飾 坂上幸生
- BAD BOYS J（2013年4月7日 - 6月23日，日本電視台） - 主演・桐木司[1]
- 黑服物語（日语：黒服物語） （2014年10月24日 - 12月12日，朝日電視台） - 主演・小川彰
- 我才不會對黑崎君說的話言聽計從 （2015年12月22日、23日，日本電視台） - 主演・黑崎晴人[2]
- 毛骨悚然撞鬼經驗・夏之特別編2016『壁櫃很恐怖』（2016年8月20日，富士電視台） - 主演・柏木幹也
- Guard Center 24 廣域警備指令室（日语：ガードセンター24 広域警備指令室）（2016年9月16日，日本電視台） - 主演・篠宮守
- 我的房間（日语：吾輩の部屋である） 第9話（2017年11月14日，日本電視台） - 飾  大石頭（聲音出演）
- 24小時電視特備劇『創作英雄的男人 石之森章太郎物語（日语：ヒーローを作った男 石ノ森章太郎物語）』（2018年8月25日，日本電視台） - 主演・石之森章太郎[3]
- 小偷刑警-警視廳搜查三課-（日语：ドロ刑 -警視庁捜査三課-）（2018年10月13日 - 12月15日，日本電視台） - 主演・斑目勉
- 砂之器 SP（2019年3月28日，富士電視台） - 飾 和賀英良
- 未滿警察 Midnight Runner（日语：未満警察 ミッドナイトランナー）（2020年6月27日 - 9月5日，日本電視台） - 主演・本間快（與平野紫耀〈King & Prince〉雙主演）
- 她很漂亮（2021年7月6日 - 9月14日，關西電視台・富士電視台） - 主演・長谷部宗介（與小芝風花雙主演）
- 執行!!～狗和我和執行官～（2023年7月4日 - 9月12日，朝日電視台） - 飾 栗橋祐介
- 客廳裡的松永先生（2024年1月9日 - 3月26日，關西電視台・富士電視台） - 主演・松永純
- 反正与我无关〜某律师的真实工作〜（2024年7月19日 - 9月13日，東京電視台） - 主演・保田理
- Concordia（2024年5月23日 - 2024年6月6日） - 飾

### 電影
- 劇場版 BAD BOYS J -最後守護的事物-（2013年11月9日公映） - 主演・桐木司
- 銀之匙 Silver Spoon（2014年3月7日公映） - 主演・八軒勇吾
- 我才不會對黑崎君說的話言聽計從（2016年2月27日公映） - 主演・黑崎晴人[4]
- 好想大聲說出心底的話。（2017年7月22日公映） - 主演・坂上拓實
- 未成年愛狠大（2017年12月23日公映） - 主演・鹤木尚
- 偽戀（2018年12月21日公映） - 主演・一條樂（與中條彩未雙主演）
- 我的櫻花戀人（2022年3月24日、Netflix全球公映） - 主演・朝倉晴人
- 來自收容所的愛（2022年12月9日公映） - 飾 新谷健雄
- 承认你的罪行（2023年10月20日公映） - 主演・宇田晄司
- 我在平行時空戀上妳  (2025年2月28日公映)   -主演・神林陸

### 動畫
- 銀之匙 Silver Spoon（2014年3月6日、富士電視台） - 飾 青山
- 湖池屋SDGｓ劇場サスとテナ（2022年5月 - 、BS朝日） - 飾

### 配音
- 變形金剛：萬獸崛起（2023年8月4日公映） - 諾亞（Noah）

### 綜藝節目
- 伽利略腦研（2009年11月14日 - 2011年8月13日、朝日電視台）
- Johnny's Jr. Land（2011年10月2日 - 、BS SKY!）
- JMK 中島健人LOVE HOLIC王子様（2013年7月1日 - 2013年9月16日、日本電視台）
- チャレンジ！夢のその先へ〜Sexy Zone中島健人・全米No.1パフォーマーと出会う〜 （2014年4月30日、NHK BS Premium） - 日本人のダンサー蛯名健一へのLAでの密着取材を担当
- さまぁ〜ずの世界のすげぇにツイテッタ〜（2014年10月12日 - 2015年3月1日、TBS〈每日放送製作〉） - 常規
- 林先生が驚く初耳学!（2015年4月12日 - 2021年4月11日、TBS系毎日放送製作） - 準常規
  - 日曜日の初耳学（2021年4月18日 - 、TBS系毎日放送製作） - 準常規
- GURU GURU 99「美食冤大頭」環節 19—20（2018年1月18日 - 2019年12月19日，日本電視台） - 常規
  - 美食冤大頭 21（2020年12月24日） - 增田貴久のサポーターとして出演
- 痛快TV 爽快JAPAN（富士電視台）
  - キラキラ彼氏の正体（2015年6月22日）
  - レシート集め彼氏（2016年2月15日）
  - 神対応スカッと（2016年5月9日）
  - 元カノ大好き彼氏（2016年10月17日）
  - 胸キュンスカッと「レンズ越しの初恋」（2017年7月24日）
  - 大人の胸キュンスカッと「クリスマスなんか忘れてたのに…」（2018年12月18日）
  - 帝国ホテルの神対応（2021年9月13日）
- 中島健人 ハリウッド 映画の街を行く（2020年1月26日、WOWOW）[5]
- 奧斯卡金像獎關聯節目
  - 生中継! 第92回アカデミー賞授賞式（2020年2月10日、WOWOW） - スペシャルゲストとして現地より生中継[6]
  - 第93回アカデミー賞授賞式（2021年4月25日、WOWOW） - スペシャルゲスト[7]
  - 第94回アカデミー賞直前総予想（生放送）（2022年3月13日、WOWOW） - MC
  - 第94回アカデミー賞授賞式（2022年3月28日、WOWOW） - スペシャルゲスト
  - 生中継！第95回アカデミー賞授賞式（2023年3月13日、WOWOW） - スペシャルゲストとして現地より生中継
  - 第95回アカデミー賞直前総予想（生放送）（2023年2月16日、WOWOW） - MC
- 中島健人 ハリウッドの風を探して（2020年3月1日、WOWOW）[5][8]
- 日テレ系音楽の祭典 Premium Music 2020（2020年3月25日・5月30日、日本テレビ） - MC[9][10]
- 開局30周年無料2Days 本気でエンタメ愛スペシャル〜ここから始まるWOWOWライフ〜（2021年1月16日・17日、WOWOW） - MC[11]
- 中島健人の今、映画について知りたいコト。（2021年1月16日 - 、WOWOW） - MC [12]
- 謎解き日本一決定戦 X 2022（2022年3月27日、MBS・TBS系） - 謎解きドラマ 主演

### 配信節目
- Disney イッツ・ア・クイズワールド（2019年3月26日 - 、 Disney+） - MC

### 廣播節目
- Sexy Zone 中島健人のオールナイトニッポンGOLD（2022年3月30日、日本放送） - パーソナリティ

### CM
- LOTTE TOPPO「將來的夢」篇（2014年5月13日）
- LINE:迪士尼Tsum Tsum「不消除嗎？」篇（2017年3月4日 - ）/「堆雪人篇」篇（2017年3月9日 - ）/「閃亮閃亮LIVE篇」篇（2017年12月29日 - ）
- 明治 galbo「動感食感」篇（2019年4月3日 - ）/「galbo的食感 像是甚麼？」中島君回答篇（2020年4月1日- ）
- 京成電鐵 Skyliner「客人就是公主。每20分鐘的sexy」篇（2019年10月26日 - ）/「客人就是公主。sexy至深夜」篇（2019年10月26日 - ）
- 新日本製藥
  - 「パーフェクトワン 薬用リンクルストレッチジェル」（2020年11月 - ）[13]
  - 「パーフェクトワンフォーカス」（2021年10月 - ）[14]
  - 「パーフェクトワンフォーカス センシティブライン」（2022年4月 - ）
- WOWOW「WOWOWオンデマンド」（2021年1月 - ）[11]
- U-CAN（日语：ユーキャン）チャレンジユーキャン2022 通信講座（2022年1月 - ）
- 湖池屋「スコーン」（2022年3月 - ）
  - 「新しいダンスコーン」篇（2022年4月 - ）
- 朝日啤酒「アサヒスーパードライ 生ジョッキ缶」（2022年3月 - ） - 與 菊池風磨共演
- mixi株式會社（日语：ミクシィ）「怪物彈珠」
  - 「カンカンいこうぜ」篇（2022年3月 - ）
  - 「カンカンいこうぜ｜マルチプレイ(親友)」篇（2022年8月 - ） - 與 粗品共演
  - 「呼びかけ」篇（2022年10月 - ） - 與 粗品共演
- KATE「リップモンスター 怪物は囚われない」篇（2023年8月 - ）
- 湖池屋 スコーン「帰ってきたダンスコーン」篇（2025年4月 -）

### 舞台劇
- SUMMARY 2008（2008年8月2日 - 8月31日）
  - SUMMARY 2010（2010年7月18日 - 8月29日）
- ABC座 星（STAR）劇場（2012年2月4日 - 29日、日生劇場） - 與noon boyz交互出演
- JOHNNYS' World （2015年1月1日 - 27日、帝國劇場）
  - JOHNNYS' World （2015年12月11日 - 2016年1月27日、帝国劇場）

### 演唱會
- SUMMARY（2008年、御台場青海J地区特設会場）
  - SUMMARY 2010（2010年7月19日 - 8月29日、東京Dome City・JCB Hall）
  - SUMMARY 2011（2011年8月7日 - 9月25日、東京巨蛋・大阪巨蛋）
- 論壇新記録!!Johnny Jr.1日4公演!演唱會（2009年6月7日、東京國際論壇）
- 年末Young東西歌合戰!〜東西Jr.大集合2010!〜（2010年11月26日・27日、NHK Hall）
- Sexy Zone A.B.C-Z Summer Paradise in TDC「Love Ken TV」（2015年8月7日 - 10日、東京巨蛋城表演廳）
- Summer Paradise 2016「#Honey♡Butterfly」（2016年8月3日 - 5日、23日 - 25日、東京巨蛋城表演廳）
- Summer Paradise 2017「Mission:K」（2017年7月29日 - 8月2日、東京巨蛋城表演廳）
- KENTO NAKAJIMA 1st Live 2025 N / bias（2025年1月17日 - 1月19日、有明體育館）

### 排球
- 全日本バレーボール高等学校選手権大会（2017年） - 情熱キャスター

## 書籍

### 寫真集
- 小學館「映画『銀之匙 Silver Spoon』公開記念 中島健人オフィシャルフォトブック 銀の匙デイズ」（2014年2月20日）

### 雑誌連載
- Myojo「キミと暮らせたら。」（2015年5月号 - ）
- an・an「中島健人のKENTREND」（No.2038 2017年2月1日号 - ）

## SOLO曲
- Teleportation

作詞：MEG.ME 作曲：STEVEN LEE/Drew Ryan Scott
收錄於Sexy Zone大碟「one Sexy Zone」
- CANDY〜Can U Be My BABY

作詞：中島健人 作曲：Samuel Waermo
收錄於Sexy Zone細碟「Byebye杜拜〜See you again〜/A MY GIRL FRIEND」初回限定盤K
- Love風

作詞：中島健人 作曲：MiNE/Atsushi Shimada/Fredrik Samsson
收錄於Sexy Zone細碟「男 never give up」初回限定盤K
- Black Cinderella

作詞：中島健人 作曲：Susumu Kawaguchi/Zak Waters
收錄於Sexy Zone大碟「Sexy Power3」
- ディア ハイヒール （Dear High Heel／親愛的高跟鞋）

作詞：中島健人 作曲：森大輔
收錄於[Sexy Zone大碟「Sexy Power3」
- カレカノ!!（男友女友!!）

作詞：中島健人 作曲：中島健人
收錄於Sexy Zone細碟「Cha-Cha-Cha Champion」Shop盤K
- FOREVER L

作詞：中島健人 作曲：MiNE/Atsushi Shimada
收錄於Sexy Zone細碟「Colorful Eyes」初回限定盤B
- Mr. Jealousy

作詞：中島健人 作曲：mOnSteR nO.9/Jo Hee
收錄於Sexy Zone大碟「Welcome to Sexy Zone」
- Hey!! Summer Honey

作詞：中島健人 作曲：中島健人
收錄於Sexy Zone迷你大碟「Sexy Zone 5th Anniversary Best」初回限定盤B
- 永遠のメリーゴーランド（永遠的迴旋木馬）<JASRAC作品NO:195-9742-8>

作詞：中島健人 作曲：牧戶太郎
暫未收錄於任何唱片當中
- Mission

作詞：中島健人 作曲：Nicklas Eklund/Kevin Borg
收錄於Sexy ZoneDVD&Blu-ray「Sexy Zone Presents Sexy Tour 2017 〜 STAGE」初回限定盤 Special CD
- Because of 愛

作詞：中島健人 作曲：中島健人 編曲：GRP
收錄於Sexy Zone大碟「PAGES」通常盤
- SHE IS...LOVE

作詞：中島健人 作曲：中島健人
收錄於Sexy Zone大碟「POPxSTEP!?」通常盤
- ROSSO

作詞：中島健人 作曲：浪岡真太郎(Penthouse)
收錄於Sexy Zone大碟「Chapter II」通常盤

## 音樂作品

### 單曲
| # | 發行日        | 名稱                          |
| - | ------------- | ----------------------------- |
| 1 | 2024年10月2日 | ヒトゴト feat. Kento Nakajima |

### 線上單曲
| # | 發行日        | 名稱                          |
| - | ------------- | ----------------------------- |
| 1 | 2024年7月26日 | ヒトゴト feat. Kento Nakajima |
| 2 | 2024年8月10日 | ヒトゴト for ヌーヌー         |
| 3 | 2024年8月24日 | ヒトゴト for 黒川大樹         |
| 4 | 2024年8月31日 | ヒトゴト for 加賀見灯         |
| 5 | 2024年9月7日  | ヒトゴト for 西村親子         |

### 專輯
| # | 發行日         | 名稱     |
| - | -------------- | -------- |
| 1 | 2024年12月25日 | N / bias |

## 外部連結
- 官方网站
- HITOGOTO （页面存档备份，存于）
- 傑尼斯事務所官網>中島健人專頁
- 中島健人的Instagram帳戶
- 中島健人STAFF的X（前Twitter）
- 中島健人的TikTok
- YouTube上的中島健人 Official YouTube Channel頻道
- 中島健人在互联网电影资料库（IMDb）上的資料（英文）